# 霍爾特弗拉凱特雪原
71°56′S 12°45′E / 71.933°S 12.750°E
霍爾特弗拉凱特雪原（德語：Horteflaket），是南極洲的雪原，位於毛德皇后地的阿斯特里德公主海岸，處於彼得曼山脈和魏普雷希特山脈之間，由德國探險隊拍攝空中照片，現時由南極條約體系管理。